# Bonifacio Ferrero

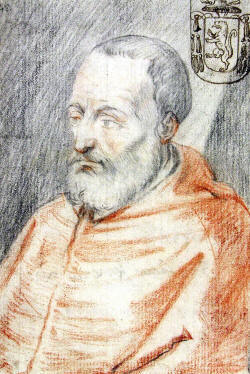
Kardinal Bonifatius Ferrerius (Zeichnung ca. 1540)

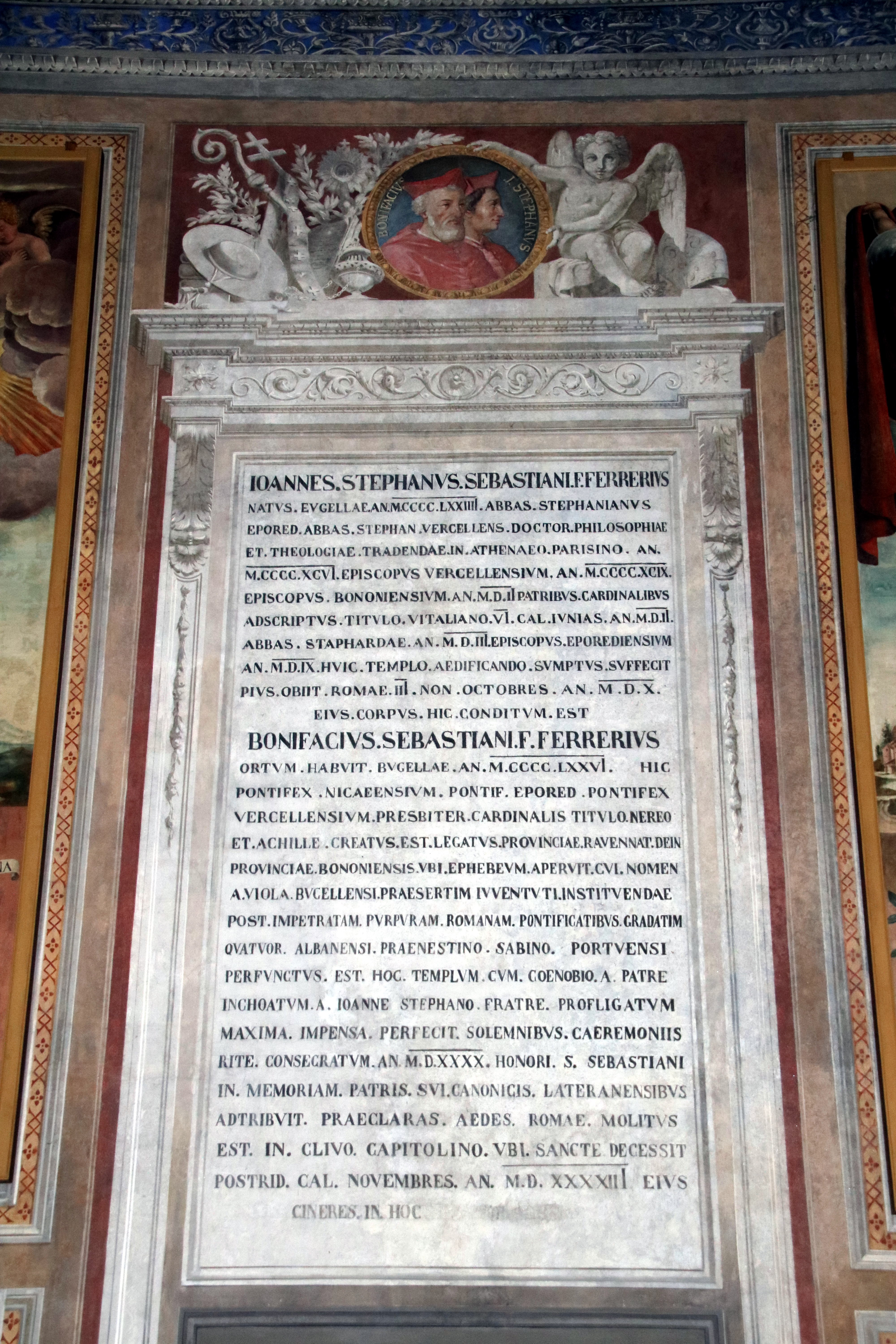
Epitaph der Kardinäle Giovanni Stefano Ferrero und Bonifacio Ferrero (Kirche San Sebastiano, Biella)

Bonifacio Ferrero (auch Bonifazio Ferrero; * 1476 in Biella; † 2. Januar 1543 in Rom) war ein italienischer Bischof und Kardinal der Römischen Kirche.

## Leben

### Herkunft und frühe Jahre
Bonifacio war das fünfte von dreizehn Kindern des Sebastiano Ferrero und dessen Ehefrau Tomena Avogadro. Sein älterer Bruder Gianstefano wurde bereits 1500 zum Kardinal erhoben. Weitere Kardinäle aus derselben Familie waren Filiberto Ferrero, Pier Francesco Ferrero, Guido Luca Ferrero und Antonio Ferrero.
Seine geistliche Laufbahn begann in sehr jungen Jahren und wurde durch die herausgehobene Stellung befördert, die sein Vater an den Höfen von Savoyen und Frankreich genoss. Am 6. Juni 1490 wurde er Kanoniker des Metropolitankapitels von Vercelli. Zudem war er vom 14. November 1494 bis 1508 und dann noch einmal von 1536 bis 1537 Kommendatarabt von San Stefano in Ivrea. Am 3. November 1495 wurde er zum Propst der Kirche Sant’Eusebio in Vercelli ernannt.

### Bischofsämter
Auf Drängen des Hofes von Savoyen gestand ihm Papst Alexander VI. am 28. Juli 1497 cum gratia expectativa das Recht zu, sich um den Bischofsstuhl von Ivrea zu bewerben. Im Jahr 1499 wurde Bonifacio Ferrero das Bistum Ivrea übertragen, allerdings nur als Administrator, da er das kanonische Alter für einen Bischof noch nicht erreicht hatte.
Die Bischofsweihe spendete ihm 1505 sein Bruder, Kardinal Gianstefano Ferrero, zu jener Zeit Bischof von Vercelli. Bereits am 5. November 1509 verzichtete Bonifacio Ferrero auf den Bischofssitz in Ivrea zugunsten seines Bruders Gianstefano und wurde am selben Tag auf den Bischofsstuhl von Vercelli versetzt. Auch auf dieses Bistum verzichtete er zugunsten eines weiteren Bruders, Agostino Ferrero, am 17. September 1511, und ging zurück auf den bischöflichen Stuhl von Ivrea. Wiederum verzichtete er am 17. Mai 1518 auf diesen Bischofssitz zugunsten seines Neffen Filiberto Ferrero. Bonifacio Ferrero nahm von 1513 bis 1517 am Fünften Laterankonzil teil.

Kardinalwappen (modernes Schema)

### Kardinalswürde
Papst Leo X. nahm ihn im Konsistorium vom 1. Juli 1517 als Kardinalpriester in das Kardinalskollegium auf. Den Kardinalshut und Santi Nereo ed Achilleo als Titelkirche erhielt Bonifacio Ferrero am 6. Juli desselben Jahres. Er war Teilnehmer des Konklave 1523, das Clemens VII. als Papst wählte. Am 12. Dezember 1533 optierte er zur Kardinalsklasse der Kardinalbischöfe und zum suburbikarischen Bischofssitz von Albano. Am 5. September 1534 wechselte er zum suburbikarischen Bistum Palestrina. Er nahm am Konklave 1534 teil, aus dem Paul III. als Papst hervorging. Dieser ernannte ihn zum Legaten in Vicenza. Bonifacio Ferrero optierte am 26. Februar 1535 zum Kardinalbistum Sabina. Nach dem Tod seines Bruders Agostino war er Administrator des Bistums Vercelli vom 1. September bis zum 20. Dezember 1536, als er zugunsten seines Neffen Pietro Ferrero auf dieses mt verzichtete. Am 28. November 1537 wurde er Kardinalbischof von Porto e Santa Rufina und Kardinalsubdekan, 1540 findet er sich als Legat in Bologna.
Bonifacio Ferrero starb gegen Mitternacht am 2. Januar 1543 und wurde zunächst in der römischen Kirche Santissima Trinità a Monte Pincio beigesetzt. Später wurde sein Leichnam nach Biella überführt und in der dortigen Kirche San Sebastiano im Grab seiner Vorfahren bestattet.